# Gerard Lebik
Gerard Lebik (* 23. Juli 1980) ist ein polnischer Improvisationsmusiker (Tenorsaxophon, Elektronik) und Klangkünstler.

## Leben und Wirken
Lebik absolvierte die Saxophonklasse an der Musikakademie Breslau (Abschluss 2007). Zunächst spielte er in Free-Jazz-Bands, in Erase (mit Michał Trella und Jakub Cywiński), im Slug Duo (mit Kuba Suchar), Foton (mit Artur Majewski und Wojciech Romanowski) und veNN Circles (mit Piotr Damasiewicz; mit Damasiewicz spielt er auch noch in seinem Quartett/Quintett und der Gruppe Power of Horns). Als Nächstes folgte die Phase der elektroakustischen Improvisation, in der Lebiks Partner Jérôme Noetinger, Kazuchisa Uchihashi, noid, Eryck Abecassis, Lotte Anker und Paul Lovens waren. Des Weiteren arbeitete er mit Künstlern wie David Maranha, Kazuhisa Uchihashi, Keith Rowe, Clayton Thomas, Satoko Fujii, Brian Labycz, Hernâni Faustino, Miguel A. Garcia, Gabriel Ferrandini, Noritaka Tanaka, Bettina Wenzel, Joker Nies, Rodrigo Pinheiro, Christian Marien, Marc Riordan, Pawel Janicki, Piotr Damasiewicz, Kuba Suchar, Ura Hiroyuki, Sebastian Meissner und Yamaguchi Jin Lang.
Als Instrumentalist oder Klangkünstler trat Lebik bei renommierten Veranstaltungen wie dem CTM Festival, Yokohama’s Performing Arts Meeting, Kunsthalle Basel, TodaysArt Festival Hague, V:NM-Festival Graz, Zagreb Biennale, Tokyo Jazz, Festival Umbrella Chicago, TD Vancouver, Biennale Wro und Avant to Art in Breslau, Audio Art in Krakau, Fylkingen in Stockholm, Mem in Bilbao, Superdeluxe in Tokio, Quite Que in Berlin, De Werf Brugge, im Dizzy’s Club in New York und CSW in Warschau. Zeitweise hat er in Island (2015), San Sebastian (2016) und New York (2017) gelebt.
Lebik ist ein Improvisator, der vorwiegend in temporären Gemeinschaftsprojekten aktiv ist (zunächst am Saxophon, später in elektronischen Medien). Er ist Mitbegründer des Festivals Sanatorium Dźwięku (Sanatorium des Klangs) in Sokołowsko und Schöpfer ortsspezifischer Klanginstallationen. Die Entwicklung und Emanzipation Lebiks als Klangkünstler vollzog sich langsam; zunächst begann er mit Blasinstrumenten, elektronischer Musik und Free Jazz (Erase, Foton), um später zur freien Improvisation (veNN Circles) überzugehen. Dabei beschäftigte er sich vermehrt mit den Grundlagen der Akustik, dem Aufbau und den Arten von Schallwellen und Synthesemethoden (vom analogen Oszillator über frequenzbasiert bis hin zu granular). So experimentierte er mit dem Generator der polnischen Fabrik ZOPAN (Zakład Opracowań Pomiarowej Aparatury Naukowej, oder der „Abteilung für Entwicklung messwissenschaftlicher Geräte“), die Lebiks Nischenlabel seinen Namen gab.

## Diskographische Hinweise
- Gerard Lebik / Artur Majewski, Foton Quartet: Zomo Hall (Not Two Records 2010)
- Lebik | Edwards | Lovens: Lepomis Gibbosus (Fundacja Słuchaj! 2021)
- Keith Rowe / Gerard Lebik: Dry Mountain (Inexhaustible Editions 2023)